# Gotthard Heinrici

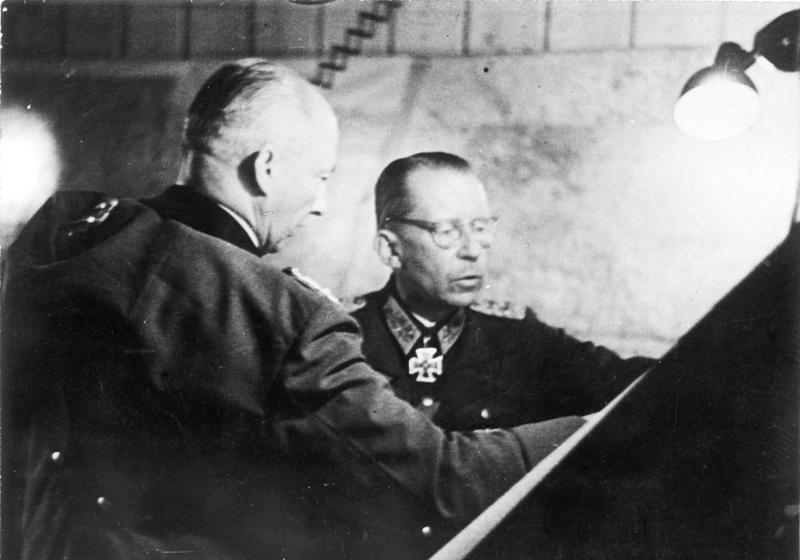
Narada sztabowa z Güntherem von Kluge (tyłem z lewej)- Gotthard Heinrici z prawej nad mapą.

Gotthard Heinrici (ur. 25 grudnia 1886 w Gumbinnen, zm. 13 grudnia 1971 w Waiblingen) – zawodowy oficer niemiecki, generał Wehrmachtu.

## Życiorys
W służbie wojskowej od 1906 roku. W czasie I wojny światowej przeżył atak gazowy. Na skutek tego ataku cierpiał z powodu rozmaitych zaburzeń w pracy układu pokarmowego.
Służbę w II wojnie rozpoczął od kampanii w Polsce w 1939 roku. W czerwcu 1940 roku otrzymał awans na generała piechoty. W wojnie z ZSRR początkowo dowodził XLIII Korpusem, który w październiku 1941 został włączony do 2 Armii Pancernej Guderiana. 26 stycznia 1942 objął dowodzenie 4 Armią w Grupie Armii „Środek”. Heinrici, dowodząc resztkami 4 Armii, które zajmowały pozycje naprzeciw Moskwy, kazał swoim oddziałom to wycofywać się na niewielką odległość, to znów powracać na zajmowane wcześniej stanowiska. Dzięki tym manewrom przygotowania artyleryjskie przed kontratakami Rosjan trafiały w opuszczone pozycje i nie dziesiątkowały żołnierzy niemieckich. W takiej sytuacji rosyjskie natarcie szybko traciło rozpęd, a nienaruszonym przez wcześniejszy ostrzał artyleryjski siłom 4 Armii łatwiej było odeprzeć atak.
Heinrici, syn pastora, regularnie czytał Biblię i uczęszczał do kościoła, do czego starał się też mobilizować swoich żołnierzy. Jednakże religijne praktyki generała stały w sprzeczności z ideami i założeniami narodowego socjalizmu, przez co przełożeni awansowali go rzadko i z niechęcią. Po części z przyczyn religijnych Heinrici naraził się pod koniec 1943 marszałkowi Rzeszy Hermannowi Göringowi. Göring zgłosił Führerowi swoją irytację na fakt, iż cofająca się 4 Armia pod dowództwem Heinriciego, wbrew nakazom Hitlera, nie pozostawiała za sobą spalonej ziemi. Wielkie oburzenie Hermanna Göringa wzbudziło to, że siły Heinriciego, wbrew rozkazowi, nie zrównały z ziemią Smoleńska, a w szczególności nie zburzyły znajdującego się w tym mieście potężnego soboru. Hitler postanowił ukarać swego generała za tę niesubordynację. Powołał się na dolegliwości żołądkowe, które nękały Heinriciego od momentu przeżycia ataku gazowego podczas I wojny światowej, i odwołał generała z frontu wschodniego jako niezdolnego do służby z przyczyn zdrowotnych. Heinrici został wysłany do zakładu dla rekonwalescentów w Karlowych Warach, gdzie miał pozostać przez dłuższy czas.
22 czerwca 1944 w wyniku wielkiej operacji „Bagration”, nastąpiła likwidacja całego zgrupowania Armii „Środek”. Podczas operacji, swojego głównodowodzącego docenił sam Adolf Hitler, polecając ewakuować go z kotła drogą lotniczą i powierzając dowództwo formacji przygotowujących obronę linii Karpat, nazwanej Grupą Armii Heinrici. Zgrupowanie składało się z 1 Armii Pancernej, 1 Armii Węgierskiej, 17 Armii, XI Korpusu Armijnego (w rejonie Dukli), XXIV Korpusu Pancernego, wzmocnionego 1 Dywizją Pancerną, 8 Dywizją Piechoty oraz 208 Dywizją Piechoty.
Tam Heinrici sprzeciwił się praktykom wprowadzanym przez generała pułkownika Ferdinanda Schörnera, aby każdego niemieckiego żołnierza znalezionego z dala od linii frontu, na którego padnie choćby cień podejrzenia o dezercję, z miejsca rozstrzeliwać, a ciało wystawiać na widok publiczny ku przestrodze.
Pomimo iż siły dowodzone przez Heinriciego musiały wycofać się z północnych Węgier na teren Czechosłowacji, doceniono fakt, że jego wojska walczyły w obronie z niezwykłą determinacją. 3 marca 1945 generał Heinrici dowiedział się, iż został odznaczony Krzyżem Rycerskim Krzyża Żelaznego z Liśćmi Dębu i Mieczami. Nadanie mu tego wysokiego odznaczenia było o tyle zaskakujące, że oficer ten nie cieszył się sympatią Hitlera.
Dzięki wstawiennictwu Heinza Guderiana, szefa OKH, Heinrici został 20 marca 1945 mianowany dowódcą Grupy Armii Wisła – obrony linii Odry przed ofensywą Armii Czerwonej. Zastąpił na tym stanowisku Reichsführera SS Heinricha Himmlera.
11 kwietnia 1945 do Heinriciego dotarł rozkaz Hitlera o kryptonimie „Spalona ziemia”. Rozkaz ten nakazywał niszczenie wszelkich zakładów przemysłowych o znaczeniu strategicznym na terenach, którym groziło zajęcie przez wojska rosyjskie. Heinrici nie przekazał tego polecenia dowódcom oddziałów znajdujących się na obszarach kontrolowanych przez Grupę Armii Wisła. W dalszej części rozkaz Führera zawierał szczegółowe wytyczne na wypadek zajmowania przez Armię Czerwoną kolejnych dzielnic Berlina. Treść rozkazu obligowała obrońców stolicy III Rzeszy do wysadzenia wszystkich mostów w mieście, zniszczenia elektrowni, gazowni, wodociągów, sieci kanalizacyjnej i środków komunikacji.
15 kwietnia 1945 Heinrici spotkał się w tej sprawie w swojej kwaterze w pobliżu Prenzlau z Hellmuthem Reymannem, komendantem obrony Berlina. W rozmowie uczestniczył ponadto minister uzbrojenia Rzeszy Albert Speer, który niespodziewanie pojawił się w siedzibie dowództwa Grupy Armii Wisła. Albert Speer starał się dotrzeć do tych, spośród politycznych i wojskowych przywódców III Rzeszy, do których miał zaufanie, i przekonać ich, by oparli się rozkazowi Hitlera i nie niszczyli kluczowych dla powojennej egzystencji niemieckiego społeczeństwa obiektów.
Heinrici obwieścił Hellmuthowi Reymannowi, iż nie może on liczyć na to, że jakiekolwiek oddziały z Grupy Armii Wisła zostaną skierowane do obrony stolicy Niemiec. Albert Speer postulował, żeby 9 Armia generała Bussego wycofała się znad Odry i ominęła Berlin. Heinrici, który w dużej mierze zgadzał się ze Speerem oznajmił, że jeżeli przełamanie frontu przez Armię Czerwoną nie pokrzyżuje jego planów, zamierza ominąć ze swoimi wojskami stolicę III Rzeszy i skierować się na Meklemburgię. Heinrici uważał ponadto, iż Hellmuth Reymann mógłby wyprowadzić swoje oddziały z miasta i wysłać je nad Odrę, co w momencie decydującej ofensywy radzieckiej miałoby pozbawić Berlin obrony. Wszystkie te planowane manewry miały na celu uchronienie miasta przed długimi i bezsensownymi walkami na jego obszarze, i tym samym ocalenie jak największej liczby ludności cywilnej.
Heinrici powiadomił Reymanna, że jeśli stolica Rzeszy znajdzie się pod jego rozkazami, wówczas zabroni wynikającego z rozkazu Hitlera niszczenia strategicznych obiektów na terenie miasta. Hellmuth Reymann odpowiedział, że jeśli dostanie rozkaz Führera nakazujący zniszczenie elementów infrastruktury kolejki podziemnej U-Bahn, mostów na Sprewie lub Haweli, tudzież innych obiektów, wtedy będzie musiał taki rozkaz wykonać. Albert Speer tłumaczył komendantowi Berlina, że wysadzenie mostów spowoduje zniszczenie przeprowadzonych pod nimi przewodów elektrycznych, rur gazowych, kanalizacyjnych i wodociągowych, co może sprowadzić na miasto głód, brak wody i groźbę epidemii. Dowódca Grupy Armii Wisła poprosił Reymanna, żeby skonsultował się z nim (Heinricim), za każdym razem, gdy stanie w obliczu konieczności wysadzenia w powietrze istotnego obiektu na obszarze stolicy Rzeszy. Chociaż formalnie Heinrici nie miał prawa wydawać rozkazów dowódcy obrony Berlina, miał nadzieję, że w razie potrzeby zdoła w rozmowie odwieść Reymanna od dalszego szerzenia niepotrzebnego zniszczenia.
28 kwietnia 1945 Heinrici odmówił walki w obronie za wszelką cenę, za co został zwolniony z funkcji przez Adolfa Hitlera. Najbliżsi podwładni skłonili go, by nie stawił się w Kwaterze Głównej w obawie, że Hitler każe go rozstrzelać lub zmusi do popełnienia samobójstwa. W maju dostał się do niewoli brytyjskiej.
Gotthard Heinrici uważany jest za wybitnego specjalistę od walk w obronie, dbającego jednocześnie o swych żołnierzy. Przez podwładnych, z uwagi na niski wzrost, a jednocześnie siłę charakteru, określany jako niem. Unser Giftzwerg (pol. Nasz zjadliwy gnom).

## Awanse
(W nawiasach podano odpowiedniki):
- 19 lipca 1905 – Fahnenjunker
- 19 grudnia 1905 – Fähnrich (chorąży)
- 18 sierpnia 1906 – Leutnant (podporucznik)
- 17 lutego 1914 – Oberleutnant (porucznik)
- 18 czerwca 1915 – Hauptmann (kapitan)
- 1 lutego 1926 – Major
- 1 sierpnia 1930 – Oberstleutnant (podpułkownik)
- 1 marca 1933 – Oberst (pułkownik)
- 1 stycznia 1936 – Generalmajor (generał brygady)
- 1 marca 1938 – Generalleutnant (generał dywizji)
- 1 czerwca 1940 – General der Infanterie (generał piechoty)
- 30 stycznia 1943 – Generaloberst (generał armii)

## Odznaczenia i medale wojskowe
- (?) – Krzyż Honorowy Reusski (III klasy z Mieczami)[6],
- (?) – Krzyż Honorowy Schwarzburgski (III klasy z Mieczami)[6],
- (?) – Hamburski Krzyż Hanzeatycki – Hamburger Hanseatenkreuz)[6],
- (?) – Krzyż Wojenny Karola Edwarda (Saksonia-Coburg i Gotha),
- (?) – Medal Księcia Karola Edwarda II klasy z Mieczami (Saksonia – Coburg i Gotha),
- (?) – Order Sokoła Białego – Krzyż Rycerski II klasy z Mieczami (Saksonia – Weimar i Eisenach),
- (?) – Saski Ernestyński Order Domowy II klasy z Mieczami (księstwa Wettynów w Turyngii)
- 27 września 1914 – Krzyż Żelazny II klasy – Eisernes Kreuz II klasse,
- 24 lipca 1915 – Krzyż Żelazny I klasy – Eisernes Kreuz I klasse,
- 1915- Krzyż Zasługi Wojskowej – Militärverdienstkreuz (Austro-Węgry)
- 9 sierpnia 1918 – Królewski Order Rodu Hohenzollernów (Krzyż Rycerski z Mieczami) – Königlicher Hausorden von Hohenzollern (Ritterkreuz mit Schwertern),
- (?) – Odznaka za Rany w czerni,
- (?) – Krzyż Honorowy za Wojnę Światową 1914-1918,
- (?) – Medal za Kampanię Zimową na Wschodzie 1941/1942,
- (?) – Odznaka za służbę w Wehrmachcie klas I i III,
- 13 maja 1940 – Gotthard Heinrici otrzymał „okucie 1939” do swojego KŻ II klasy,
- 16 maja 1940 – Gotthard Heinrici otrzymał „okucie 1939” do swojego KŻ I klasy,
- 18 września 1941 – Krzyż Rycerski Krzyża Żelaznego – Ritterkreuz des Eisernen Kreuzes[6]
- 24 listopada 1943 – Gotthard Heinrici otrzymał „Liście dębu” (o numerze 333) do swojego KRKŻ – Krzyż Rycerski Krzyża Żelaznego z liśćmi dębu – Ritterkreuz des Eisernen Kreuzes mit Eichenlaub[6],
- 3 marca 1945 – Gotthard Heinrici otrzymał „Miecze” (o numerze 136) do swojego KRKŻ – Krzyż Rycerski Krzyża Żelaznego z liśćmi dębu i mieczami – Ritterkreuz des Eisernen Kreuzes mit Eichenlaub und Schwertern.